# Anaka nepalica
Anaka nepalica är en insektsart som beskrevs av Thapa och Sohi 1986. Anaka nepalica ingår i släktet Anaka och familjen dvärgstritar.
Artens utbredningsområde är Nepal. Inga underarter finns listade i Catalogue of Life.